# Archieparquía de Damasco de los melquitas
La archieparquía de Damasco de los melquitas (en latín: Archieparchia Damascena Graecorum Melkitarum y en árabe: أبرشية دمشق للروم الملكيين الكاثوليك‎) es una circunscripción eclesiástica de la Iglesia católica en Siria. Se trata de una archieparquía greco-católica melquita, sede metropolitana de la provincia eclesiástica de Damasco de los melquitas. Desde el 21 de junio de 2017 su archieparca es el patriarca José I Absi, de la Sociedad de Misioneros de San Pablo.

## Territorio y organización
La archieparquía extiende su jurisdicción sobre los fieles de rito bizantino greco-melquitas residentes en las gobernaciones de Damasco y Campiña de Damasco (excepto los distritos de An-Nabek y Yabrud). 
La sede de la archieparquía se encuentra en el barrio de Bab Sharqi de la ciudad de Damasco, en donde se halla la Catedral patriarcal de Nuestra Señora de la Dormición.
La archieparquía tiene como sufragánea a la archieparquía de Zahlé y Furzol.
En 2020 en la archieparquía existían 22 parroquias:
En la gobernación de Damasco
- Notre-Dame de la Dormition, en Bab Sharqi, Damasco
- Saint-Cyrille, en Kassaa
- Saint-Jean-Damascène, en Abou Roumainé
- Notre-Dame de Damas, en Koussour
- Saint-Georges Midan, en Bab el Mousalla
- Saint-Joseph, en Tabbalé

En la gobernación de la Campiña de Damasco
- Sainte-Sophie, en Sednaya
- La Transfiguration, en Sednaya
- Saint-Élie, en Maarra
- Saint-Jean-Baptiste, en Maarouné
- Saint-Léonce, en Malula
- Saint-Georges, en Malula
- Saint-Abraham, en Barzé
- Saints-Pierre-et-Paul, en Daraya
- Notre-Dame de la Paix, en Harasta
- Saint-Georges, en Aïn ech Chara
- Saint-Élie, en Hîné
- Saint-Georges, en Jdeidet Artouz
- Saint-Abraham, en Douelaa-Kachkoul
- Saint-Germain, en Jaramana
- Notre-Dame de la Dormition, en Bludán
- Saint-Élie, en Zabadani

## Historia
La fundación de la comunidad cristiana de la ciudad de Damasco se debe al hecho bien conocido de que allí Pablo de Tarso conoció a Ananías, jefe de la comunidad paleocristiana local, quien lo inició al cristianismo, según la tradición eso ocurrió en el año 36. La diócesis de Damasco fue erigida en el siglo IV por el emperador Teodosio I, quien dio instrucciones para que el templo local de Júpiter Damasceno se convirtiera en una iglesia para el culto cristiano y se dedicara a san Juan Bautista. El obispo de la ciudad participó en el Concilio de Nicea I en 325. Damasco fue desde circa 400 la capital de la provincia romana de Fenicia Segunda en la diócesis civil del Oriente y en el patriarcado de Antioquía. 
Según la única Notitia Episcopatuum del patriarcado de Antioquía que se conoce, la Notitia Antiochena que data de la segunda mitad del siglo VI y fue elaborada por el patriarca Anastasio de Antioquía (quien gobernó el patriarcado dos veces entre 559 y 570 y entre 593 y 598), Damasco ocupaba el lugar noveno entre los metropolitanatos del patriarcado y tenía once diócesis sufragáneas: Heliópolis (hoy Baalbek), Abila (hoy Suq-Uadi-Barada), Laodicea en el Líbano (hoy Tell-Nebi-Mend), Eurea o Evaria (hoy Hawârin), Conocora (hoy Qara), Jabruda (hoy Yabrud), Danaba (no identificada), Corada (no identificada), Arlane (no identificada), Parembole (o diócesis de los sarracenos, no identificada) y Palmira. Tras la redacción de la Notitia la sede de Heliópolis fue elevada a arquidiócesis autocéfala.
La diócesis mantuvo sus estructuras incluso después de la conquista árabe musulmana de la ciudad en 636. En 1054 ocurrió el cisma de Oriente, quedando el metropolitano de Damasco en cisma con la Iglesia de Roma y dentro de la Iglesia ortodoxa. 
Con la decadencia de la ciudad de Antioquía luego de su destrucción por el sultán mameluco Baybars I en 1268, el patriarca Pacomio I trasladó la sede patriarcal a Damasco en fecha no precisada entre 1375 y 1386, por lo que Damasco devino en sede del patriarcado greco-ortodoxo. En 1517 Damasco fue conquistada por el Imperio otomano.
Desde 1634 varios patriarcas de Antioquía entraron en relaciones con las Iglesia católica y son considerados criptocatólicos, pero la división definitiva del patriarcado ortodoxo de Antioquía ocurrió luego de que Cirilo VI Tanas fue elegido patriarca católico y fue consagrado en la catedral de Damasco el 1 de octubre de 1724.
Existió un metropolitano en Damasco hasta 1795 cuando la sede fue asumida por el patriarca, aunque la jerarquía melquita se mantuvo refugiada en el Líbano hasta 1825 debido a las persecuciones otomanas. A partir de 1838 es la sede metropolitana propia del patriarca de Antioquía de los melquitas, que es representado en la sede por un vicario patriarcal desde 1833, casi siempre con la dignidad de arzobispo.

## Estadísticas
Según el Anuario Pontificio 2022 la archieparquía tenía a fines de 2021 un total de 3000 fieles bautizados.
| Año                                                                             | Población            | Población | Población      | Sacerdotes | Sacerdotes    | Sacerdotes    | Bautizados por sacerdote | Diáconos permanentes | Religiosos | Religiosos | Parroquias |
| Año                                                                             | Bautizados católicos | Total     | % de católicos | Total      | Clero secular | Clero regular | Bautizados por sacerdote | Diáconos permanentes | Varones    | Mujeres    | Parroquias |
| ------------------------------------------------------------------------------- | -------------------- | --------- | -------------- | ---------- | ------------- | ------------- | ------------------------ | -------------------- | ---------- | ---------- | ---------- |
| 1980                                                                            | 68 000               | ?         | ?              | 24         | 20            | 4             | 2833                     |                      | 4          | 25         | 16         |
| 1990                                                                            | 90 000               | ?         | ?              | 36         | 28            | 8             | 2500                     |                      | 8          | 41         | 18         |
| 1999                                                                            | 110 000              | ?         | ?              | 41         | 34            | 7             | 2682                     | 1                    | 7          | 47         | 19         |
| 2002                                                                            | 140 000              | ?         | ?              | 39         | 33            | 6             | 3589                     | 1                    | 6          | 47         | 19         |
| 2003                                                                            | 200 000              | ?         | ?              | 44         | 36            | 8             | 4545                     | 1                    | 8          | 13         | 17         |
| 2004                                                                            | 200 000              | ?         | ?              | 44         | 36            | 8             | 4545                     | 1                    | 8          | 19         | 18         |
| 2006                                                                            | 200 000              | ?         | ?              | 40         | 32            | 8             | 5000                     | 1                    | 8          | 14         | 18         |
| 2009                                                                            | 150 000              | ?         | ?              | 46         | 38            | 8             | 3260                     | 1                    | 8          | 13         | 20         |
| 2010                                                                            | 150 000              | ?         | ?              | 41         | 33            | 8             | 3658                     | 1                    | 8          | 38         | 20         |
| 2016                                                                            | 3000                 | ?         | ?              | 9          | 6             | 3             | 333                      | 3                    | 3          | 30         | 8          |
| 2019                                                                            | 3000                 |           |                | 9          | 6             | 3             | 333                      | 3                    | 3          | 30         | 8          |
| 2021                                                                            | 3000                 | ?         | ?              | 12         | 6             | 6             | 250                      |                      | 6          | 18         | 22         |
| Fuente: Catholic-Hierarchy, que a su vez toma los datos del Anuario Pontificio. |                      |           |                |            |               |               |                          |                      |            |            |            |

## Episcopologio

### Metropolitanos de la sede antigua
- Magno † (antes de 325-después de 341)
- Felipe † (mencionado en 381)
- Juan I † (mencionado en 431)
- Teodoro † (antes de 445-después de 451)
- Juan II (Doroteo) † (mencionado en 458)
- Pedro † (?-512 depuesto)
  - Mamiano † (512-518) (obispo jacobita)
  - Tomás † (518-519 depuesto) (obispo jacobita)
- Eustacio † (mencionado en 553)
- Germán † (mencionado en 590 circa)
- San Pedro † (?-circa 743 falleció)
- Sergio † (antes de 1021-circa 1033 renunció)

### Metropolitanos de la sede actual
Metropolitanos católicos de Damasco
- Macaire el Halabi † (1724-1745)
- Macaire Ajaimy † (1752-1763)
- Jérémie Karamé † (1763-1795)

Patriarcas-metropolitanos de Damasco
- Cirilo VII Siage † (1795-6 de agosto de 1796 falleció)
- Agapios III Matar † (24 de julio de 1796 confirmado-2 de febrero de 1812 falleció)
- Ignacio IV Sarruf † (21 de febrero de 1812 electo-16 de noviembre de 1812 falleció)
- Atanasio VI Matar † (14 de agosto de 1813 electo-20 de noviembre de 1813 falleció)
- Macario IV Tawil † (10 de diciembre de 1813 electo-3 de diciembre de 1815 falleció)
- Ignacio V Qattan † (28 de julio de 1817 confirmado-13 de marzo de 1833 falleció)
- Máximo III Mazlum † (1 de febrero de 1836 confirmado-11 de agosto de 1855 falleció)
- Clemente I Bahouth † (16 de junio de 1856 confirmado-13 de agosto de 1864 renunció)
- Gregorio II Youssef-Sayur † (27 de marzo de 1865 confirmado-13 de julio de 1897 falleció)
- Pedro IV Géraigiry † (24 de marzo de 1898 confirmado-24 de abril de 1902 falleció)
- Cirilo VIII Geha † (22 de junio de 1903 confirmado-10 de enero de 1916 falleció)
- Demetrio I Qadi † (3 de julio de 1919 confirmado-25 de octubre de 1925 falleció)
- Cirilo IX Moghabghab † (21 de junio de 1926 confirmado-8 de septiembre de 1947 falleció)
- Máximo IV Saigh † (30 de octubre de 1947 electo-5 de noviembre de 1967 falleció)
- Máximo V Hakim † (26 de noviembre de 1967 electo-22 de noviembre de 2000 retirado)
- Gregorio III Laham, B.S. (29 de noviembre de 2000 electo-6 de mayo de 2017 retirado)
- José I Absi, S.M.S.P., desde el 21 de junio de 2017[5]

### Vicarios patriarcales (protosincelos) de Damasco
- Presbítero Dimitri Qattan † (1833-1835)
- Obispo Basile Chahiat † [nota 1] (1836-1848), asistido desde 1837 por el presbítero Michel Ata †
- Presbítero Mélèce Fendé † (1849-1851)
- Obispo Macaire Haddad † (1852-1876). Remplazado en su ausencia por el presbítero Philippe Abdo † (1857-1858) y el presbítero Ambroise Abdo † (1866-1875)
- Presbítero Mélèce Fakkak † (1876-1880)
- Obispo Paul Moussadiyé †[nota 2] (1882-1895)
- Arzobispo Nicolas Qadi †[nota 3] (1895-1898)
- Presbítero Roufaïl Abou Mrad † (1898-1899)
- Obispo Ignace Homsy †[nota 4] (1899-1908), asistido por el presbítero Basilios Amara † (1899-1901)
- Arzobispo Nicolas Qadi † (1908-1909) (por segunda vez)
- Presbítero Dimitri Sukkarié † (1909-1919)
- Arzobispo Nicolas Qadi † (1921-1928) (por tercera vez)
- Arzobispo Antoine Faraj †[nota 5] (1928-1947)
- Presbítero Jean Chiniara † (1947-1953)
- Arzobispo Antoine Faraj † (1953-1960) (por segunda vez)
- Arzobispo Joseph Tawil †[nota 6] (1960-1969)
- Arzobispo Paul Achkar †[nota 7] (1969-1971)
- Arzobispo Boutros Raï †[nota 8] (1971-1973)
- Arzobispo Élias Nijmé †[nota 9] (1973-1978)
- Arzobispo François Abou Mokh †[nota 10] (1978-1998)
- Arzobispo Isidore Battikha †[nota 11] (1992-2006)
- Arzobispo José Absi[nota 12] (2006-2017)
- Arzobispo Nicolas Antiba, B.A.,[nota 13] desde el 9 de febrero de 2018